# 小正裕佳子
小正 裕佳子（こまさ ゆかこ、1983年5月17日 - ）は、日本の疫学者（修士（保健学））、獨協医科大学特任講師。元ニュースキャスター、元NHKアナウンサー。かつてセント・フォースと業務提携していた。

## 人物
兵庫県出身。宝塚市立宝塚第一小学校、神戸女学院中学部・高等学部、一浪の末、東京大学医学部健康科学・看護学科卒業、同大学院医学系研究科修士課程修了後、2009年NHKに入局。
神戸女学院中等部時代から大学2年までバスケットボールを続け、大学でサークルはバスケットボール部と弁論部に所属した。大学1年時、女子大生向けサイト運営会社にスカウトされてモデルとして活動、講談社の雑誌『KING』創刊号で読者モデルとなり、学部生時代よりテレビ・ラジオへも出演した（出演番組参照）。モットーは「希望をもって喜び、苦難を耐え忍び、たゆまず祈りなさい。」。
2003年度のミス東大に選ばれ、同年、首都圏の大学のミスキャンパスの中からさらに「ミス」を選ぶ「ミスオブミスキャンパスクイーンコンテスト」でグランプリを受賞した（準グランプリは2003年ミスソフィア杉浦友紀（現NHKアナウンサー）：受賞者一覧参照）。2005年に家庭教師のトライ主催、インターネット女子大生家庭教師ナンバーワンを決めるコンテスト第1回「T-1グランプリ」でグランプリ受賞（準グランプリは2004年ミス東大八田亜矢子）。
2009年5月にNHK新潟放送局配属以降、地上デジタル放送推進大使を務め、2012年7月にNHK退職の際、新潟県から『にいがた観光特使』に委嘱された。
NHK退職後は、東大大学院医学系研究科博士課程に籍を置く一方で福島県郡山市に居住し二本松市を拠点に、医療従事者として東日本大震災による福島第一原発事故の健康への影響について被災地域で調査や研究を行ない、健康面での避難者相談の支援活動にもあたった。
福島県での放射線被ばく実態調査（研究業績参照）や被災地支援の現場経験にもとづく防災への提言を、同県のみならず、大規模な震災（1964年/2004年/2007年）、水害（2004年）、火山災害（1974年）を経験し、原発では世界最大出力（福島第一原発の1.75倍）の柏崎刈羽原発がある新潟県でもメディアをはじめ行政や民間主催の場で発表している。
大学教員であるが、キャスター業のマネジメントについては、2016年に芸能事務所セント・フォースと業務提携した（2018年10月まで）。両者が経営上の独立性を保ち協力できる分野では協力する業務提携という形は、セント・フォースでは他に草野満代や尾崎朋美の2名が採っている。2018年10月にセント・フォースとの業務提携を解消し、事実上の芸能界引退を表明した。

## 主な経歴
- 2003年
  - 4月 一浪の末[28]、東京大学理科二類入学[11]。
  - ナレッジパークが運営するキャンパスパークに所属しモデルとして活動を始める[12]。
  - 「ミス&ミスター東大コンテスト2003」[29]出場、2003年度ミス東大受賞[15]。
  - 2003年度「Miss of Miss Campus Queen Contest」グランプリ受賞。準グランプリはNHKで3年先輩となる杉浦友紀（2006年入局）。写真参照
  - 第一高等学校・東京大学弁論部[30]「東京大学総長杯争奪全国学生弁論大会」3位入賞。
- 2005年 家庭教師のトライ主催、インターネット家庭教師「トライ@HOME」の女子大生家庭教師ナンバーワンコンテスト第1回『T-1グランプリ』でグランプリ受賞（準グランプリ八田亜矢子）[16]。
- 2007年 東京大学医学部健康科学・看護学科卒業、同大学院医学系研究科進学。
- 2008年 ミス・インターナショナル日本代表選出大会、出場。
- 2009年
  - 3月 東京大学大学院医学系研究科修士課程修了[1]。
  - 4月 NHKにアナウンサーとして入局[2]。
  - 5月 NHK新潟放送局に配属[2]。地元出身の山崎智彦に替わり地上デジタル放送推進大使に就任[17]。
- 2010年4月5日 平日夕方のニュース番組『新潟ニュース610』女性キャスターとなり、2012年3月まで担当（隔週毎）。
- 2012年7月31日 同日付でNHKを退職。その後、東京大学大学院医学系研究科博士課程国際保健学専攻・国際地域保健学教室に在籍し[20]、医療従事者として研究の傍ら東北地方太平洋沖地震被災地の救援活動に当たっている[19][22]。
- 2013年5月、獨協医科大学国際協力支援センター・国際疫学研究室スタッフに入り、福島県二本松市のウクライナ視察団の一員として訪問[31]。
- 2013年6月29日、7月20日、9月28日、新潟日報の月1回掲載のコラム『風の案内人』[32]に寄稿。
- 2014年4月、獨協医科大学国際協力支援センター・国際疫学研究室助教となる[3]
- 2016年3月28日、ニュースキャスターとして放送界に復帰し、『NEWS ZERO』（日本テレビ放送網）にキャスターとなる[33]。
- 2016年4月、獨協医科大学国際協力支援センター・国際疫学研究室特任講師となる[7]。
- 2018年9月27日、『NEWS ZERO』出演終了。
- 2018年10月30日までにセント・フォースとの業務提携を解消し[26]、事実上芸能界引退したとみられる[34]。

## 過去の出演番組

### 学生時代
- 頭脳バトルBRAIN-X（BS日テレ） - 「ゆかこの科学室」 ナビゲーター （2004年4月3日 - 2005年3月26日）

7つのクイズコーナーを順にクイズに答えて行く形式で、4つ目のクイズコーナーが「ゆかこの実験室」。「ゆかこ」と4人の子供が科学実験を行い、実験結果を子供たち各自が当てる体験型科学実験クイズ（静電気・磁力等々毎週テーマは異なる）。
- トリビアの泉（フジテレビ） - 「No.884 家庭教師のトライで行なわれている女性教師の実力ナンバー1を決めるコンテストの上位はなぜか美人が多い」（2006年2月1日）[16]
- くにまるワイド ごぜんさま〜（文化放送 ラジオ番組 月曜日-金曜日） - 金曜日「クイズ だいぶショック!〜」のアシスタントで「コマサユカコ」として出演（2007年4月6日 - 2008年9月26日）[35]

リスナーと邦丸がクイズで対決し、リスナーが賞金を獲得する形式。クイズ内容は、芸能・スポーツ・歴史・地理・英語・科学・グルメ・政治など幅広い。詳細は「くにまるワイド ごぜんさま〜」番組コーナー ＞「邦丸隊長! 応答せよ!」＞（金）「クイズ! だいぶショック!?」参照。

### NHK入局後
- 「ここはふるさと 旅するラジオ」新潟県からの中継の週の担当（ラジオ第1・FM、ふるさとサポーターとして出演）
  - 2009年度（10月12日 - 10月15日。その時のMCは2001年 - 2005年までNHK新潟放送局に勤務していた阿部悌）
  - 2010年度（10月4日 - 10月7日。その時のMCは以前NHK新潟放送局に勤務していた森下和哉）
  - 2011年度（10月17日 - 10月18日。2日共佐渡市からの放送。MCは島田政男）
- くらしのガイド新潟（総合テレビ、新潟県域放送） - 番組自体は2010年3月で終了
- 新潟ニュース610（総合テレビ、新潟県域放送、2010年4月5日 - 2012年3月30日、メインキャスター（隔週））
- 産地発!たべもの一直線（総合テレビ、全国放送、2010年7月11日） - 新潟県岩船郡関川村の「にいがた地鶏」を紹介
- 生中継 ふるさと一番!（総合テレビ、全国放送、2010年11月22日／11月23日） - 新潟県五泉市、長岡市からの中継進行
- 着信御礼!ケータイ大喜利（総合テレビ、全国放送、2011年10月2日〈1日深夜〉） - スタジオ投稿受付センター担当

その他多数

### NHK退職後
- 今夜くらべてみました（日本テレビ、2017年5月17日）

「トリオ THE 日テレの報道を支える女」小栗泉、陣内貴美子、小正裕佳子、木原実＆そらジロー
- 1周回って知らない話（日本テレビ、2018年4月18日）

「報道番組のキャスターってどんな生活をしているの？」藤井貴彦・陣内貴美子・小山慶一郎（news every.）、小正裕佳子・ラルフ鈴木・岩本乃蒼（NEWS ZERO）
- NEWS ZERO（日本テレビ、2016年3月28日 - 2018年9月27日）サブキャスター
  - 2016年3月28日 - 2017年3月31日、月 - 金曜日出演
  - 2017年4月3日 - 2018年9月27日、月 - 木曜日出演

## 研究業績

### 論文
（参考：論文タイトル中の「被ばく」は漢字では「被曝」）
- 福島県二本松市の自家消費用食品の放射性セシウム検出率及び部位毎の測定結果の評価 共著 2017年10月
- 福島県二本松市における食品中の放射能管理と農業への利用 共著 2017年10月
- 福島県二本松市の自家消費用食品に含まれる放射性セシウム検出率の経年変動について 共著 2016年10月
- 福島県二本松市における放射線不安軽減策の試み 共著 2016年10月
- 福島第一原発事故後の小中学生の放射線被ばく量低減に向けた生活環境要因の探索 共著 2015年10月
- 福島県二本松市の自家消費用食品に含まれる放射性セシウム検出率の状況と評価 共著 2015年10月
- 福島第一原発事故発生後4年間の自家消費用食品中の放射性セシウム検出率 共著 2015年6月
- 長期内部被ばく者における放射線量の推移 共著 2015年6月
- 福島第一原発事故後における幼稚園・保育園児の放射線被ばく量と生活環境・保護者の意識との関連 共著 2015年6月
- 福島第一原発後における小学生の放射線被ばくと生活環境・保護者の意識との関連 共著 2015年6月
- 福島第一原発後における中学生の放射線被ばくと生活環境・保護者の意識との関連 共著 2015年6月
- 福島第一原発事故被災地域における中長期的精神健康影響の課題 小正裕佳子 著 2015年3月
- 福島県二本松市における自家消費用食品の放射能リスク評価 内部被ばく予防への示唆 共著 2014年10月
- 福島第一原発事故後の二本松市における内部被ばくの実態と要因 共著 2014年10月
- 福島第一原発事故後の居住地域における小中学生の外部被ばく線量推移と行動要因の検討 共著 2014年10月
- 誰のための情報なのか?東京電力福島第一原発事故の場合 共著 2013年10月
- 福島県双葉町の帰還可能時期の予測 共著 2013年3月
- チェルノブイリ原発事故後26年目の内部被ばく調査 共著 2013年3月
- 日本のHIV陽性者における就労の意思決定プロセスに関する質的研究 共著 2009年5月
- 高齢者のための3タイプの集団運動プログラムが及ぼす効果の検討 共著 2006年5月

### 講演
- 日本生命財団 高齢社会ワークショップ 2015年11月28日、レジュメ 「原発事故被災高齢者のレジリエンスと人生の再構築に関する研究」 代表研究者:小正裕佳子
- 一般社団法人 日本健康教育学会 2015健康教育プログラム 2015年6月、レジュメ 「福島第一原発後における幼稚園保育園児・小学生・中学生の放射線被ばくと生活環境・保護者の意識との関連」 P55-58 共著
- 平成29年度 北陸地方整備局 事業研究発表会「つくること、まもること、伝えること」 2017年7月25日

## 司会
- 日本医師会 ハーバード大学 武見太郎記念国際シンポジウム2018 2018年2月17日、総合司会

## メディア
- 新潟日報 2014年4月-11月 『防災・減災キャンペーン2014 新潟日報モア（全6回）』 1964年（昭和39年）の新潟地震から50年を機に、新潟県のこれまでの震災・水害・火山災害の被災地レポート、福島県での調査研究にもとづく提言等。
- 新潟日報 オピニオンコラム『風の案内人』[32]、2013年6月29日「福島に暮らして」、7月20日「将来像描く政治に」、9月28日「積み重ねが次への糸口」、2016年3月26日「生身の経験から出発して」

## 関連人物

### NHK時代の同期女性アナウンサー
NHK在職時代、小正アナ含め池田アナと牛田アナと佐々木アナが地デジ大使に就任した（3人とも前任者（契約アナ等）退局により就任）。合原アナもその後地デジ大使に就任。
- 池田伸子（熊本→名古屋→東京アナウンス室）
- 牛田茉友（山口→京都→東京アナウンス室→大阪）
- 佐々木彩（徳島→東京アナウンス室→名古屋→ラジオセンター）
- 合原明子（福島→仙台→東京アナウンス室）